# (4486) Mithra
(4486) Mithra est un astéroïde Apollon et aréocroiseur. Il fut découvert par Eric Elst et Vladimir Georgiev Škodrov le 22 septembre 1987. Il est nommé d'après Mithra, dieu indo-iranien de la lumière. En Asie Mineure, aux environs de 330 av. J.-C., le dieu Mithra fut assimilé au dieu grec Apollon, d'où le nom adopté.
L'astéroïde mesure entre 2  et   5 km de diamètre. Sa forme a été analysée par radar et s'est révélée très curieuse : c'est l'objet le plus biscornu du Système solaire[réf. nécessaire], avec deux lobes distincts.

## Compléments